# Eopaijenborchella cymbula
Eopaijenborchella cymbula is een mosselkreeftjessoort uit de familie van de Cytheridae. De wetenschappelijke naam van de soort is voor het eerst geldig gepubliceerd in 1950 door Ruggieri.